# Wienhausen
Wienhausen es un municipio situado en el distrito de Celle, en el estado federado de Baja Sajonia (Alemania). Tiene una población estimada, a fines de 2023, de 4080 habitantes.
Está integrado a la mancomunidad de municipios (samtgemeinde) de Flotwedel.